# Chungar (Peru)

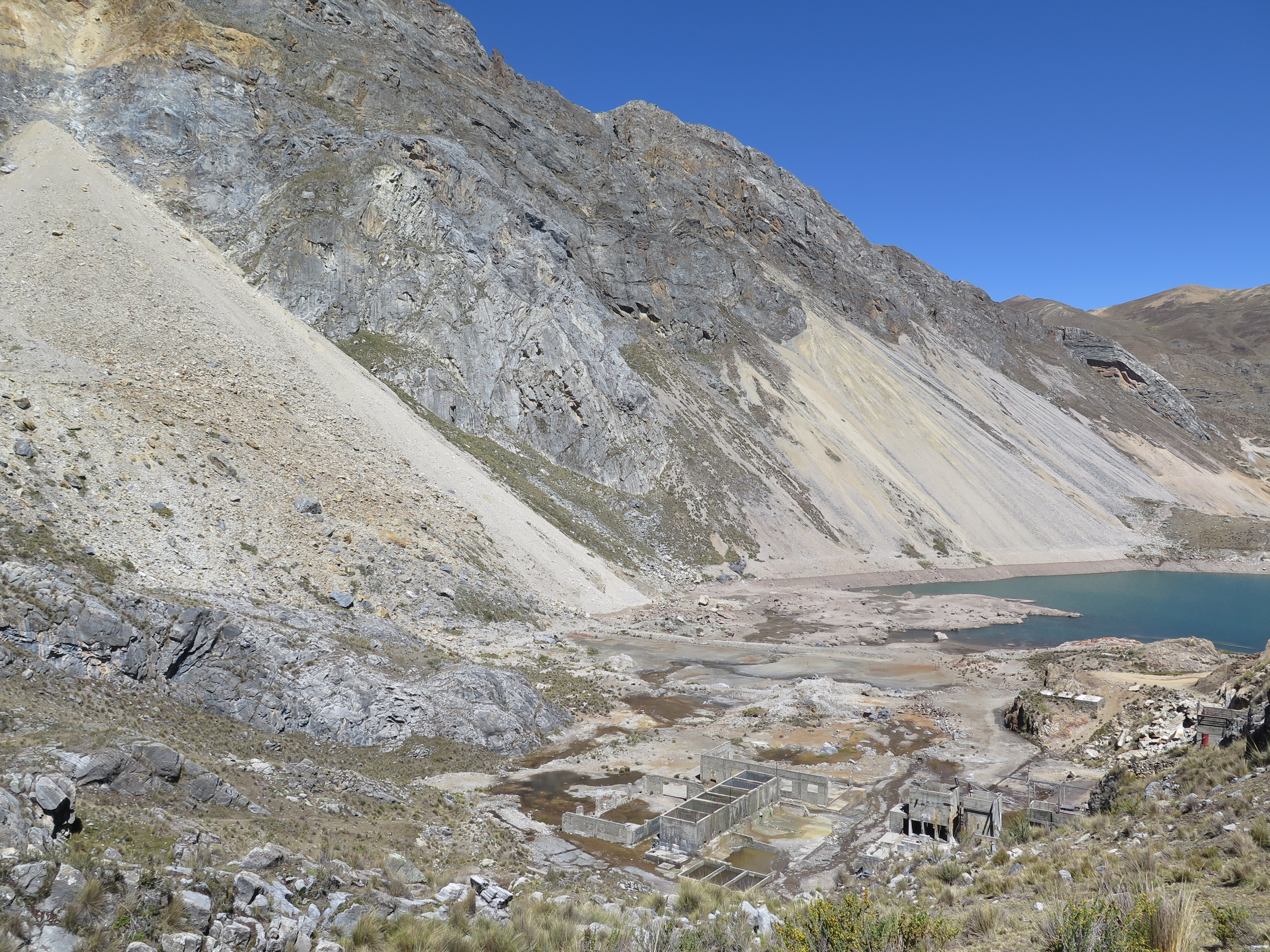
Reste der Chungar-Mine. Im Hintergrund der Yanahuni-See

Chungar war eine Minero-Siedlung im Anden-Hochland von Peru. Die Siedlung lag auf 11° 7′ S, 76° 32′ W im Distrikt Santa Cruz de Andamarca in der Provinz Huaral (Region Lima) auf einer Höhe von 4380 m über dem Meeresspiegel.
Die Siedlung gelangte im Jahr 1971 in die Schlagzeilen der Weltpresse. Am 18. März des Jahres wurde Chungar nach einem Erdrutsch in den Yanahuni-See von einer 30 Meter hohen Flutwelle überspült, durch die nach unterschiedlichen Schätzungen 200 bis 600 Personen ums Leben kamen. Seitdem ist die Mine Chungar nicht mehr in Betrieb, bis auf die Zeit zwischen 1995 und 2008, wo etwas Bergbautätigkeit stattfand. Die bis 1971 betreibende Gesellschaft Compañía Minera Chungar S.A.C., seit 2000 durch Volcan Compañía Minera kontrolliert, hat die Bergbauaktivität in der Animón Mine, Huarón-Minendistrikt, 16 km nordöstlich von Chungar fortgesetzt.